# District de Landquart
Pour les articles homonymes, voir Landquart.

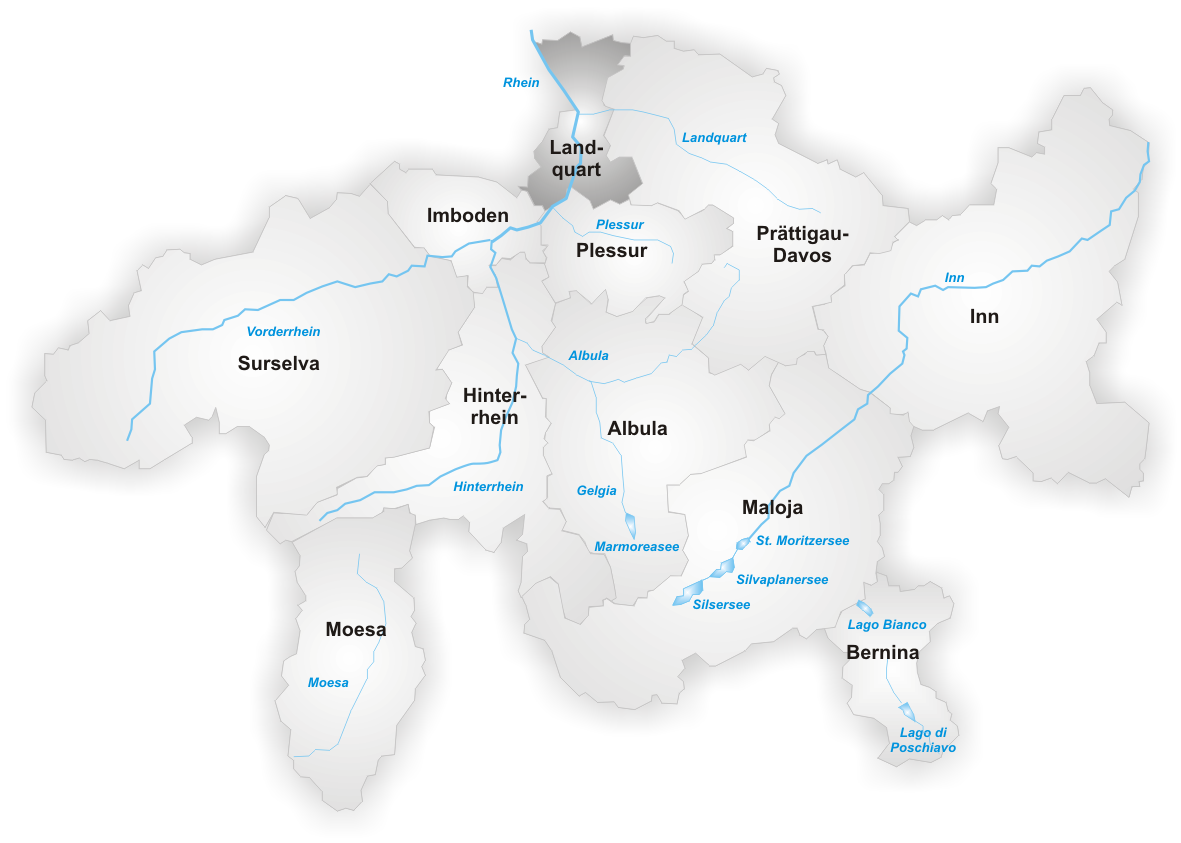
Le district de Landquart

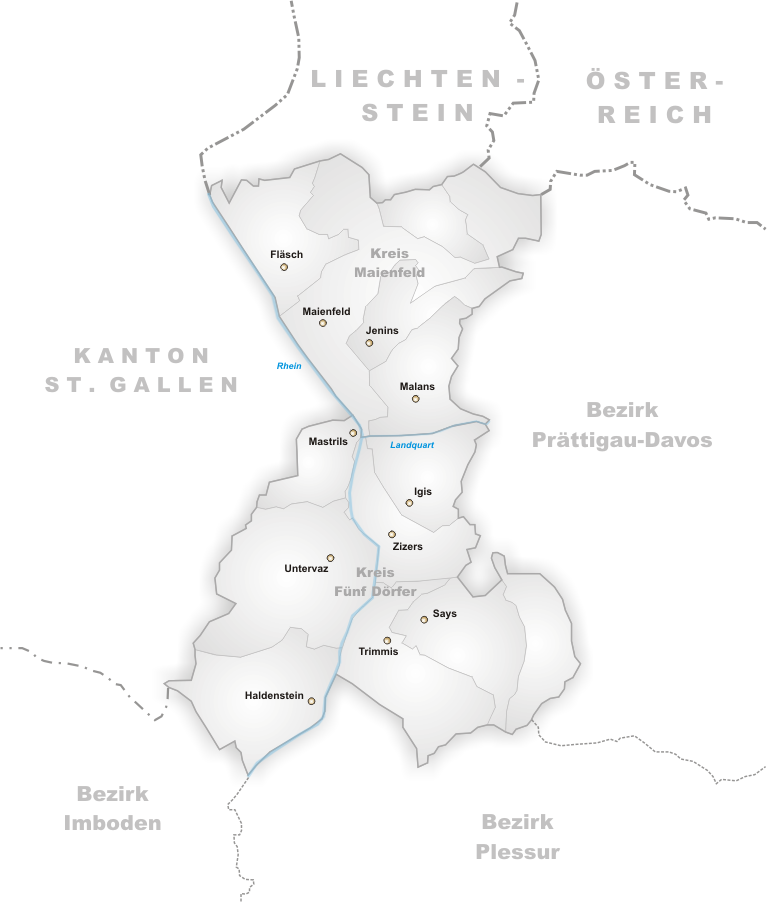
Les communes du district de Landquart

Le district de Landquart était un des 11 districts du canton des Grisons en Suisse.
Son chef-lieu est Landquart, localité située dans la commune d'Igis.
Il comptait neuf communes réparties en deux cercles communaux.
Il est remplacé le 1er janvier 2016 par la région de Landquart, qui reprend le même périmètre sauf la commune d'Haldenstein qui est rattachée à la région de Plessur. 

## Communes

### Cercle communal de Fünf Dörfer
- Haldenstein
- Landquart
- Trimmis
- Untervaz
- Zizers

### Cercle communal de Maienfeld
- Fläsch
- Jenins
- Maienfeld
- Malans